# Alchemilla ikizdereensis
Alchemilla ikizdereensis é uma espécie de rosácea do gênero Alchemilla, pertencente à família Rosaceae.